# Viscount Sondes
Viscount Sondes war ein erblicher britischer Adelstitel, der je einmal in der Peerage of England und in der Peerage of Great Britain verliehen wurde.

## Verleihungen
Erstmals wurde der Titel am 8. April 1676 in der Peerage of England für Sir George Sondes geschaffen, als nachgeordneter Titel zum gleichzeitig verliehenen Titel Earl of Feversham sowie zusammen mit dem nachgeordneten Titel Baron Throwley, of Throwley in the County of Kent. Da dessen drei Söhne zu diesem Zeitpunkt bereits gestorben waren, erfolgte die Verleihung der drei Titel auf Lebenszeit und mit dem besonderen Zusatz, dass der Titel an dessen Schwiegersohn Louis de Duras, 1. Baron Duras, den Witwer seiner im Januar 1676 verstorbenen älteren Tochter Mary und dessen männliche Nachkommen vererbbar sei. Als der 1. Earl am 16. April 1677 fiel der Titel entsprechend an jenen Schwiegersohn. Dieser war ein Bruder des französischen Herzogs von Duras und bereits am 29. Januar 1673 war ihm der fortan nachgeordnete Titel Baron Duras, of Holdenby in the County of Northampton, verliehen worden. Da der 2. Earl nicht wieder heiratete und kinderlos blieb, erloschen alle vier Titel bei seinem Tod am 19. April 1709.
Für den anderen Schwiegersohn des 1. Earls, Lewis Watson, 3. Baron Rockingham, Witwer von dessen jüngerer Tochter Catherine († 1696), wurde in zweiter Verleihung am 9. Oktober 1714 der Titel Viscount Sondes, of Lees Court in the County of Kent, geschaffen, als nachgeordneter Titel zum gleichzeitig verliehenen Titel Earl of Rockingham sowie zusammen mit dem nachgeordneten Titel Baron Throwley, of Throwley in the County of Kent. Alle drei Titel erloschen beim Tod von dessen Enkel, dem 3. Earl, am 26. Februar 1746.

## Liste der Viscounts Sondes

### Viscounts Sondes, erste Verleihung (1674)
- George Sondes, 1. Earl of Feversham, 1. Viscount Sondes (1600–1677)
- Louis de Duras, 2. Earl of Feversham, 2. Viscount Sondes (1641–1709)

### Viscounts Sondes, zweite Verleihung (1714)
- Lewis Watson, 1. Earl of Rockingham, 1. Viscount Sondes (1655–1724)
- Lewis Watson, 2. Earl of Rockingham, 2. Viscount Sondes (um 1714–1745)
- Thomas Watson, 3. Earl of Rockingham, 3. Viscount Sondes (1715–1746)